# Juozas Tumas-Vaižgantas
Juozas Tumas, posługujący się pseudonimem literackim Vaižgantas (ur. 20 września 1869 r. w Maleišiai, zm. 29 kwietnia 1933 r. w Kownie) – litewski duchowny rzymskokatolicki, pisarz, publicysta, literaturoznawca, działacz litewskiego odrodzenia narodowego.

## Życiorys
W 1888 r. ukończył gimnazjum w Dyneburgu. Następnie, zgodnie z wolą rodziców, wstąpił do seminarium duchownego w Kownie. Naukę w nim ukończył w 1893 r. 28 listopada tegoż roku przyjął święcenia kapłańskie z rąk biskupa żmudzkiego Antanasa Baranauskasa, w katedrze rzymskokatolickiej w Kownie. Jako kleryk był członkiem tajnego stowarzyszenia litewskiego i kolportował nielegalną prasę w języku litewskim. Jego pierwszą parafią była Mintauja, gdzie służył do 1895 r. Następnie w latach 1895–1906 i 1911–1914 niósł posługę kapłańską w różnych parafiach na ziemiach litewskich. Był wielokrotnie przenoszony z parafii do parafii, gdyż jego zaangażowanie w litewski ruch narodowy nie podobało się jego przełożonym w hierarchii kościelnej. 
W 1896 r. zaczął wydawać czasopismo Tėvynės sargas (Stróż ojczyzny), które redagował do 1902 r. W latach 1900–1902 tworzył również pismo Žinyčia (Wiedza). Okazał się znakomitym publicystą. Na łamach Stróża... propagował zespolenie litewskiej idei narodowej z katolicyzmem, zaś wrogami Litwinów nazywał carską administrację, Żydów oraz "wyrodnych Litwinów", to jest Litwinów utożsamiających się z polskością oraz socjalistów. Sprzeciwiał się bezpośredniej, czynnej walce z rządem carskim. W 1900 r. stwierdził też, że uważa pełną niezawisłość państwa litewskiego za mrzonkę, ale z tego poglądu później się wycofał.
Tworzył litewskie szkoły, kolportował czasopisma w języku litewskim. W 1905 r. był jednym z organizatorów Wielkiego Sejmu Wileńskiego.
W latach 1906–1911 żył w Wilnie, zajmując się głównie działalnością społeczną, kulturalną i publicystyczną – był członkiem różnych towarzystw naukowych i kulturalnych, pracował również w dzienniku Vilniaus žinios oraz w gazecie Viltis. W 1911 r. został mianowany proboszczem w  Laižuvie, po czym wyjechał na trzy miesiące do Stanów Zjednoczonych w związku z działalnością stowarzyszenia Saulės. Po powrocie, do 1914 r., służył w dotychczasowej parafii. Następnie został z niej zwolniony i udał się do Rygi, gdzie przez rok ponownie pracował jako publicysta i redaktor pisma Rygas garso. Po zajęciu Rygi przez wojska niemieckie w 1915 r. znalazł się w Piotrogrodzie, gdzie działał w stowarzyszeniu wspierającym litewskie ofiary wojny i uchodźców wojennych. Włączył się w działania litewskiego ruchu niepodległościowego, uczestniczył w 1917 r. w jednej z jego konferencji, w Sztokholmie. W 1918 r. wrócił do Wilna i zajął się redagowaniem pisma Lietuvos Aidas.
Od 1920 r. żył w Kownie. Od tegoż roku do śmierci pełnił funkcję rektora kościoła Wniebowzięcia Najświętszej Maryi Panny w tymże mieście, zwanego kościołem Witolda. Świątynia ta w latach 50. XIX w. została zmieniona przez władze rosyjskie w cerkiew prawosławną, zaś w latach 1915-1918 była użytkowana przez wojska niemieckie jako magazyn.  Całkowicie zrujnowany zabytkowy gotycki kościół została odremontowany dzięki jego staraniom. Nauczał również literatury litewskiej na wyższych kursach dla oficerów armii litewskiej. W latach 1921–1929 był redaktorem pisma Mūsų senovė, w 1921 także pisma Tauta (Naród).
W latach 1918-1920 napisał monumentalną powieść Pragiedruliai, w której ukazał panoramę społeczeństwa litewskiego w okresie walki o język i kulturę litewską przeciwko rusyfikacji. Jerzy Ochmański określił Pragiedruliai dziełem na miarę epopei narodowej. 
W latach 1922–1929 był wykładowcą Uniwersytetu Kowieńskiego, prowadząc wykłady o XIX-wiecznej literaturze litewskiej, a także o kobietach – autorkach i bohaterkach tej literatury narodowej. W 1929 r. otrzymał doktorat honoris causa w zakresie literatury litewskiej. W tymże roku, będąc poważnie chorym, odszedł z pracy na uczelni. Przez ostatnie lata życia nadal służył w kościele Witolda, zajmował się twórczością literacką i publicystyką.
Zmarł w 1933 r. i został pochowany w kościele Witolda.